# Шляхтовська Русь
Шляхтовська Русь — спільна назва найзахіднішого етнографічного лемківського й національного українського острівця з чотирьох сіл на сучасній території Польщі, який утворився станом на першу половину ХХ століття внаслідок полонізації. Йдеться про Шляхтову, Явірки, Білу Воду і Чорну Воду.

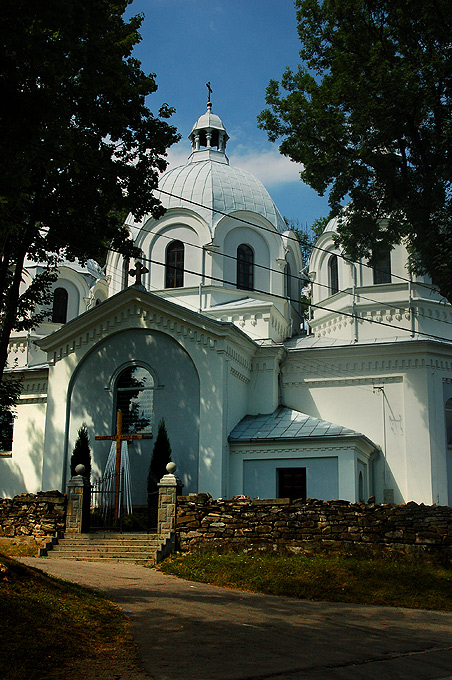
Церква

Назву в 1930-х запропонував польський історик Роман Райнфус.
Абсолютну більшість населення в регіоні з чотирьох сіл становили лемки, їх тут проживало 2100 осіб. Від решти північної Лемківщини вони були відділені гірським масивом П'єніни, горою Радзейова і перевалом Громадзка Пшеленч. Відтак лемки близько контактували тільки з лемками зі Словаччини. З іншого боку, на північ та захід у долині річки Попрад лежать колишні лемківські села (Щавниця, Коростенко-над-Дунайцем, Ґривальд та інші), які піддалися полонізації у ХІХ столітті.
Селяни займалися скотарством, виготовленням глиняної черепиці, а у Білій Воді — ще й ремонтом глиняного посуду. Люди жили в однокімнатних хатинах без коминів — їх називали хижами. Селяни жили бідно — мали по одній корові й декілька кіз або овець, а коня мала лише кожна десята родина.
Селяни були москвофілами, через те у межах депортації українців з ПНР до СРСР виїхали 1857 лемків. Натомість залишились тільки 350 осіб (23 родини). Деякі з лемків, побачивши реалії життя в радянській Україні, повернулися в рідні села, втім їхнє житло й тут вже почали займати переселенці-поляки.
У 1947 році решта лемківського населення примусово виселено на Повернені Землі у межах операції «Вісла». На збори людям давали тільки годину. За деякими даними, чимало лемків залишились або знову ж повернулися і у 1950 році було повторне виселення 103 осіб. У підсумку на теренах чотирьох сіл залишились тільки 18 лемків.
Сьогодні населення регіону є польським — замість лемків оселилися переселенці-гуралі з Подгалє та Спишу.